# Instytut Herdera w Marburgu

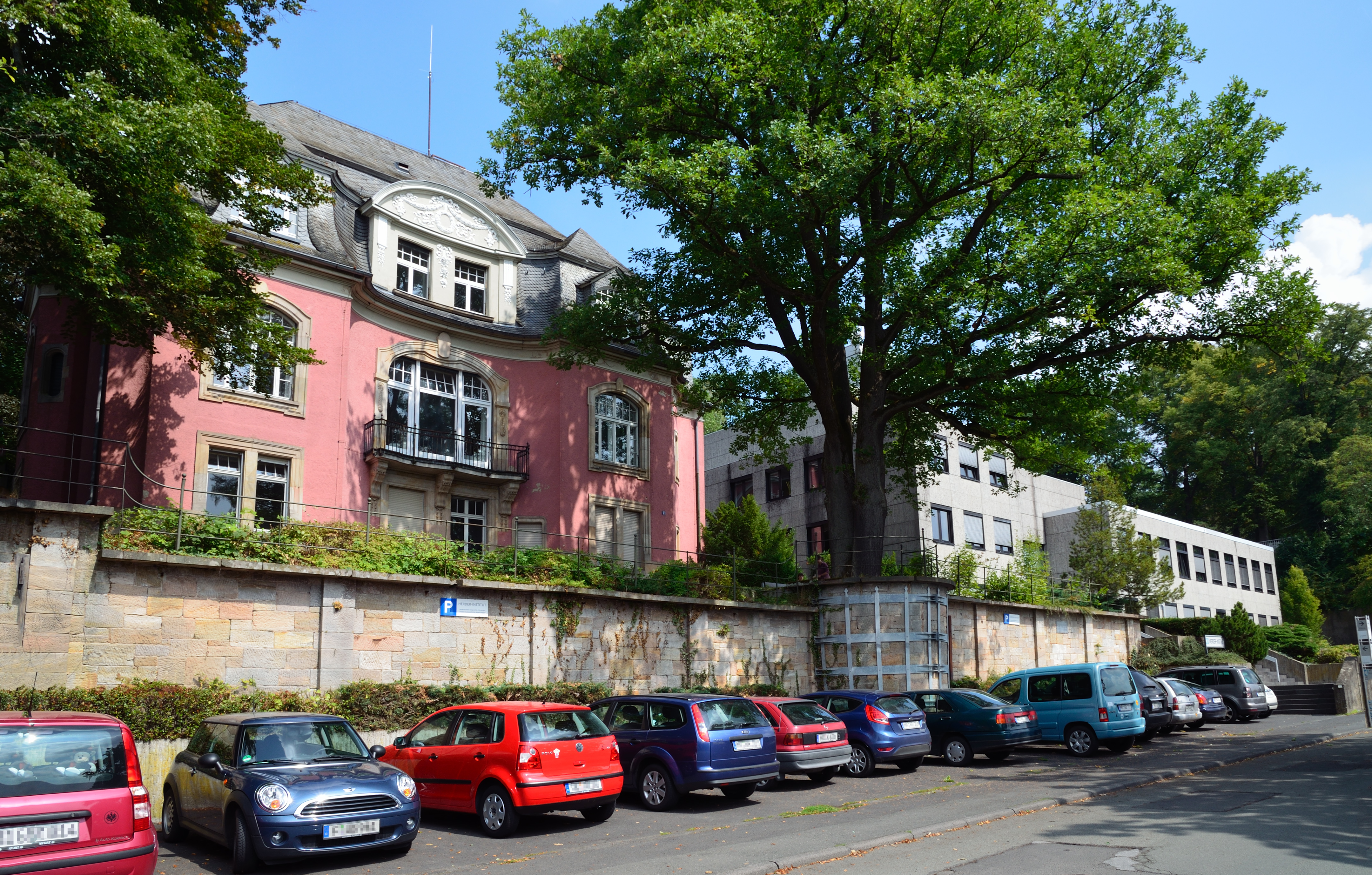
Instytut Herdera:
po lewej dyrekcja, po prawej budynek główny

Instytut Herdera do Badań Historycznych nad Europą Środkowo-Wschodnią – Instytut Wspólnoty Leibniza (niem. Herder-Institut für historische Ostmitteleuropaforschung – Institut der Leibniz-Gemeinschaft) – ponadregionalny, pozauniwersytecki ośrodek badań historycznych nad Europą Środkowo-Wschodnią z siedzibą w Marburgu. Założony w roku 1950 przez Radę Naukową im. Johanna Gottfrieda Herdera instytut należy do Wspólnoty im. Leibniza (Leibniz-Gemeinschaft). Instytut zajmuje się Polską, Czechami, Słowacją, Estonią, Łotwą i Litwą.
Obecnie działalność Instytutu skierowana jest na ciągłą dokumentację literatury dotyczącej tych państw, zbieraniu i opracowywaniu źródeł do historii Europy środkowo-wschodniej oraz na opracowywaniu podręczników dotyczących historii krajowej, regionalnej i narodowej tego obszaru. Instytut jest jednym z uczestników Wirtualnej Biblioteki Fachowej Europy Wschodniej (Virtuelle Fachbibliothek Osteuropa – ViFaOst).

## Zbiory
- Biblioteka (350 000 tomów, 1300 periodyków)
- Zbiór prasy (10 500 tomów, ok. 5 milionów wycinków)
- Archiwum graficzne (ok. 550 000 dokumentów graficznych)
- Zbiór map (33 000 map, 1200 map dawnych, 6300 zdjęć lotniczych)
- Archiwum dokumentacji (600 metrów bieżących półek)
- Baza danych dot. Europy środkowo-wschodniej (ok. 560 000 pozycji)